# Conclave de 1667
El conclave papal de 1667 es va convocar a la mort del Papa Alexandre VII, qui va traspassar a Roma el 22 de maig de 1667. Es va celebrar a la Capella Sixtina entre el 2 i el 20 de juny següents, i va acabar amb l'elecció de Giulio Rospigliosi com a Papa Climent IX. L'elecció va ser anunciada pel cardenal protodiaca Rinaldo d'Este.
El conclave va estar dominat per faccions lleials als cardenals nebots d'Alexandre VII i Urbà VIII. Va veure l'existència continuada del Squadrone Volante, o l'Esquadró Volador, que havia sorgit en el conclave de 1655. El conclave també va veure que Espanya i França, els dos grans poders catòlics de l'època, van recolzar l'elecció de Rospigliosi com a Papa. Finalment, l'elecció de Rospigliosi es va aconseguir quan l'ambaixador francès va subornar a Flavio Chigi, nebot d'Alexandre, per donar suport a Rospigliosi. Després del conclave, tots els partits creien que havien triat el papa que volien.

## Rerefons
Després de la seva elecció, Alexandre VII s'havia oposat inicialment al nepotisme, negant-se a nomenar un cardenal nebot. Els membres del Col·legi de Cardenals van instar-lo a reconsiderar la designació de membres de la seva família a càrrecs de poder, i finalment va cedir, nomenant membres de la seva família Chigi al govern papal i nomenant un cardenal nebot.
La relació diplomàtica entre França i els Estats pontificis es va agreujar mentre Alexandre era Papa. França havia envaït Avinyó el 1664 després d'un enfrontament entre l'ambaixador de França a la Santa Seu i les tropes papals. Les forces franceses van abandonar Avinyó només després d'una disculpa de Alexandre. El cardenal Mazarino, el líder del govern francès, va instar encara més a Alexandre a crear més cardenals francesos, però no ho va fer. Durant el seu pontificat Alejandre va crear 40 nous cardenals, dels quals 33 eren italians.
Dins del Col·legi de Cardenals, una facció de cardenals que no era fidel a cap de les monarquies catòliques es deia Squadrone Volante, i s'havia format durant el conclave de 1655. El nom era a causa del seu suport als candidats que creien que tenien el millor interès del papat al cap en lloc dels candidats secundats pels monarques seculars. Cristina, reina de Suècia, que havia abdicat del tron suec i es va traslladar a Roma abans de convertir-se al catolicisme, va servir com a partidari secular del grup i es va fer particularment propera a Decio Azzolino.

## El Col·legi Cardenalici

### Cardenals electors
En aquest conclave participaren els següents electors:
- Ottavio Acquaviva d'Aragó el Jove
- Niccolò Albergati-Ludovisi (entrà al conclave el 6 de juny de 1667)
- Francesco Albizzi
- Decio Azzolino el Jove
- Gregorio Giovanni Gasparo Barbarigo, bisbe de Pàdua
- Antonio Barberini, el jove, bisbe de Palestrina
- Carlo Barberini
- Francesco Barberini el Vell, bisbe d'Òstia i de Velletri, Degà del Sacre Col·legio de Cardenals
- Antonio Bichi, bisbe de Osimo
- Girolamo Boncompagni, arquebisbe de Bolonya
- Carlo Bonelli
- Giberto Borromeo
- Francesco Maria Brancaccio, bisbe de Sabina
- Girolamo Buonvisi, bisbe de Lucca, legat de Ferrara
- Innico Caracciolo, arquebisbe de Nàpols
- Carlo Carafa, legat de Bolonya
- Ulderico Carpegna, bisbe d'Albano
- Angelo Celsi
- Flavio Chigi
- Giannicolò Conti, bisbe d'Ancona
- Neri Corsini el Vell
- Alderano Cybo-Malaspina, bisbe de Jesi
- Giovan Francesco Paolo di Gondi, Arquebisbe metropolità de París
- Giovanni Dolfin, patriarca d'Aquileia
- Giovanni Stefano Donghi, bisbe de Ferrara, (entrà al conclave el 10 de juny de 1667)
- Rinaldo d'Este
- Stefano Durazzo
- Cesare Facchinetti, bisbe de Spoleto
- Girolamo Farnese
- Giacomo Franzoni, bisbe de Camerino
- Giulio Gabrielli
- Marzio Ginetti, bisbe de Porto i Santa Rufina, vice degà del Sacre Col·legi de Cardenals
- Girolamo Grimaldi-Cavalleroni, arquebisbe d'Aix
- Carlo Gualterio, bisbe de Fermo
- Lorenzo Imperiali
- Alfonso Litta, arquebisbe de Milà
- Francesco Maidalchini
- Francesco Maria Mancini
- Giacomo Filippo Nini
- Benedetto Odescalchi (elegit Papa Innocenci XI al conclave de 1676)
- Luigi Omodei
- Virginio Orsini
- Pietro Vito Ottoboni (elegit Papa Alexandre VIII al conclave de 1689)
- Giovanni Battista Maria Pallotta, bisbe de Frascati
- Paluzzo Paluzzi Altieri degli Albertoni, bisbe de Montefiascone e Corneto
- Scipione Pannocchieschi d'Elci
- Celio Piccolomini
- Marcello Santacroce, bisbe de Tivoli, (entrà al conclave el 10 de juny de 1667).
- Lorenzo Raggi
- Cesare Maria Antonio Rasponi, legat d'Urbino
- Carlo Roberti
- Paolo Emilio Rondinini, bisbe d'Assís
- Giulio Rospigliosi (elegit papa Climent IX)
- Carlo Rossetti, bisbe de Faenza
- Paolo Savelli
- Carlo Pio di Savoia
- Federico Sforza
- Giambattista Spada
- Giulio Spinola
- Odoardo Vecchiarelli, bisbe de Rieti
- Lluís II de Vendôme
- Pietro Vidoni, bisbe de Lodi
- Ernest Adalbert von Harrach, arquebisbe de Praga i bisbe de Trento
- Friedrich von Hessen-Darmstadt, gran prior de l'Orde de Sant Joan de Jerusalem

### Cardinals absents del conclave
Els següents cardenals no van participar en el conclave:
- Pasqual d'Aragó-Cardona-Córdoba i Fernández de Córdoba
- Vitaliano Visconti
- Guidobald von Thun, arquebisbe de Salzburg
- Luis Guillermo de Moncada de Aragón Luna de Peralta y de la Cerda, duc de Bivona

## El Conclave
Quan va començar el conclave, hi havia 64 cardenals electors presents. En el moment de la mort d'Alexandre, el Col·legi tenia la capacitat màxima de 70 membres. Entre el moment de la seva mort i l'obertura del conclave el 2 de juny de 1667, dos dels cardenals havien mort, i quatre membres encara no havien arribat a Roma. Des dels conclaves de 1605, el Col·legi havia mantingut sistemàticament 60 o més membres en el conclave, i la concentració s'havia convertit en un problema. El Col·legi va debatre si seria convenient celebrar al conclave al Vaticà per les preocupacions sobre l'amuntegament i la mort de cardenals en conclaves anteriors, però els cardenals més antics van insistir a celebrar el conclave allà.
Alexandre VII havia creat 34 dels cardenals presents durant el conclave de 1667. D'aquest grup, 10 no van acceptar a Flavio Chigi, el cardenal nebot d' Alexandre, com el seu líder perquè el seu estil de vida era considerat indegut. Setze dels cardenals presents al conclave havien estat creats per Urbà VIII, i tots van acceptar seguir el liderat d'Antonio Barberini, nebot d'Urbà. El conclave va ser dominat pels partits lleials als cardenals nebots, i els electors que eren lleials a diversos monarques o eren membres de l'Esquadró Volador es van dividir, dividint-se equitativament entre les dues parts més grans encapçalades pels nebots. Els francesos tenien vuit electors que els eren lleials, i els espanyols en tenien sis, mentre que l'Esquadró Volador en tenia onze.
Des del començament del conclave, Giulio Rospigliosi va ser considerat el papabile amb les possibilitats més fortes. No va ser rebutjat per cap de les faccions més importants del conclave. Inicialment, els francesos van intentar ocultar el fet que donaven suport a Rospigliosi i van promoure Scipione Pannocchieschi d'Elci per al papat per tal de permetre als espanyols donar suport a Rospigliosi, que estava en bones condicions amb el govern espanyol. Els espanyols, però, van preferir inicialment l'elecció de Francesco Barberini, un altre dels nebots de Urbà VIII.
L'altre candidat seriós al començament del conclave va ser Girolamo Farnese. Farnese no va ser acceptat per l'Esquadró Volador, la qual cosa va deixar el conclave amb Rospigliosi i d'Elci com les úniques opcions viables. Flavio Chigi va promoure a Elci com a candidat, però va ser considerat massa zelós per alguns dels electors.

### L'elecció de Climent IX
El 20 de juny de 1667, Rospigliosi va rebre cinc vots durant el primer escrutini. Només havia rebut com a màxim 10 vots durant els escrutinis de les setmanes precedents. Entre l'escrutini del matí i el celebrat a la tarda, Charles d'Albert d'Ailly, l'ambaixador francès a Roma, va prometre a Flavio Chigi que rebria rèdits des de França. Després, Chigi va acordar convèncer els electors que li eren fidels a votar per a l'elecció de Rospigliosi. A l'escrutini de la tarda, Rospigliosi va rebre 61 vots i va ser triat papa, adoptant el nom de Climent IX. Rospigliosi va ser l'últim Papa originari de la Toscana. A la conclusió del conclave, França i Espanya creien que havien aconseguit triar el Papa que havien desitjat.